# Bingham (Nottinghamshire)
Bingham is een civil parish in het bestuurlijke gebied Rushcliffe, in het Engelse graafschap Nottinghamshire. De plaats telt 9131 inwoners.